# Kalgonhal, Kushtagi
Kalgonhal là một làng thuộc tehsil Kushtagi, huyện Koppal, bang Karnataka, Ấn Độ.